# Maxim De Cuyper
Maxim De Cuyper (* 22. Dezember 2000 in Knokke-Heist) ist ein belgischer Fußballspieler.

## Karriere

### Verein
Nachdem De Cuyper in seiner Jugend von 2005 bis 2008 für KFC Heist a/z gespielt hatte, ging er 2008 in die Jugend des FC Brügge über und durchlief dort alle U-Mannschaften. Anfang 2020 wurde er Teil des Kaders der ersten Mannschaft. In dieser debütierte er in der Europa League 2019/20, als er beim Zwischenrunden-Hinspiel, einem 1:1 gegen Manchester United, in der Startelf stand. Bei der 0:5-Niederlage im Rückspiel kam er über die volle Spielzeit zum Einsatz.
In der Spielzeit 2020/21 gehörte er zum Kader der zweiten Mannschaft (Club NXT), die in der Division 1B außer Konkurrenz mitspielte. Er war Stammspieler und trug einige Mal die Kapitänsbinde. Insgesamt wurde er in 20 von 28 möglichen Spielen eingesetzt und erzielte fünf Tore. In der ersten Mannschaft kam er bei einem Pokalspiel und in der Zwischenrunde der Europa League 2020/21 zum Einsatz, in die der FC Brügge nach dem Ausscheiden aus der Champions League abgestiegen war.
Zur Spielzeit 2021/22 wurde er an den Zweitdivisionär KVC Westerlo verliehen. Hier wurde er direkt Stammspieler und bestritt 25 von 28 möglichen Ligaspielen, in denen er sechs Tore schoss, sowie drei Pokalspiele. Zur Folgesaison stieg er mit dem Klub in die Division 1A auf. Dort schloss er die Hauptrunde der Saison 2022/23 auf dem siebten Platz ab. Er bestritt insgesamt 39 von 40 möglichen Ligaspielen, wobei er neun Tore erzielte, sowie ein Pokalspiel. Lediglich bei einem Spiel fehlte er aufgrund einer Sperre nach der fünften Gelben Karte.
Ab der Spielzeit 2023/24 war er zurück in Brügge und agierte dort ebenfalls als Stammspieler. In der Saison 2023/24 bestritt er 37 von 40 möglichen Ligaspielen, in denen er drei Tore schoss, sowie zwei Pokalspiele und 16 Spiele im Europapokal mit zwei geschossenen Toren. Bei den drei fehlenden Ligaspielen war er nach einer Gelb-Roten Karte bzw. Roten Karte jeweils gesperrt. Er wurde mit dem FC Brügge belgischer Meister.
In der folgenden Saison kam er in 32 von 40 möglichen Ligaspielen, in denen er drei Tore schoss, fünf Pokalspielen und 12 Spielen in der Champions League mit einem Tor zum Einsatz. Die Saison endete mit dem Gewinn des belgischen Pokals.
Im Sommer 2025 wechselte er zu Brighton & Hove Albion und unterschrieb dort einen Vertrag bis 2030.

### Nationalmannschaft
Nach ein paar Spielen mit der belgischen U16 und einem weiteren mit der U19 war er ab September 2022 Teil des Kaders der U21. Am 28. Mai 2024 wurde er für die EM 2024 nominiert. Am 5. Juni hatte er im Testspiel gegen Montenegro seinen ersten Einsatz für die A-Nationalmannschaft.

## Erfolge
- Belgischer Meister: 2023/24
- Belgischer Pokalsieger: 2024/25